# Varsavsky, el científico rebelde
Varsavsky, el científico rebelde es un largometraje documental de Argentina filmado en colores, dirigido por Rodolfo Petriz sobre su propio guion e investigación y tiene como tema la vida y el pensamiento de matemático y pionero de la computación argentino Oscar Varsavsky. Incluye entrevistas, material de archivo inédito y banda de sonido original.
El director, Rodolfo Petriz, explicó que buscaba rescatar la figura de Varsavsky como "un científico disruptivo y transgresor" y generar debates sobre la relación entre ciencia, tecnología y sociedad.Durante la realización del documental, Petriz tuvo acceso a material inédito del científico, incluyendo grabaciones con más de ocho horas de duración de conferencias dictadas por Varsavsky en el Centro de Estudios de Participación Popular (Perú) entre 1973 y 1974, las cuales fueron posteriormente puestas a disposición pública.
Tras su paso por festivales de cine, universidades y centros de investigación, se estrenó el 15 de junio de 2023.Fue galardonado con el premio "Félix Oliver" al mejor largometraje documental en la 17.º edición del Atlantidoc (2023), el Festival de Cine Documental de Uruguay.

## Sinopsis
Un periodista lee que a fines de los años 60 no había centro de investigación argentino que no discutiera los planteos sobre ciencia, tecnología y sociedad del matemático y pionero de la computación Oscar Varsavsky. Comienza así una indagación para conocer quién fue este científico, cuáles eran sus provocadoras ideas y que vigencia tiene en la actualidad su pensamiento entre los investigadores de nuestro país. Pero la búsqueda no está exenta de problemas. Varsavsky odiaba que le tomen fotografías. Así, conseguir imágenes y registros  audiovisuales se convierte en una obsesión para el periodista. Gracias a su búsqueda, el investigador logra descubrir a un científico hondamente preocupado por el desarrollo y el cambio social y que enfatizaba la necesidad del compromiso del hombre de ciencia con la política de su tiempo.

## Testimonios
Marcelino Cereijido, Carlos Borches, Diego Hurtado, Cristina Mantegari, Gabriel Bilmes, Guido Riccono, Florencia Faierman, Christian Schmiegelow, Pedro Fontanarrosa, Lucía Famá, Agustina Magnoni, Roberto Frenkel, Jorge Karol, Alfredo Eric Calcagno, Roberto Kozulj, Carlos de Senna Figueiredo, Irene Spivacow, Diego Conti, Pablo Conti, Amanda Toubes, Matías Blaustein, Mercedes García Carrillo, Javier Gasulla, Jorge Albertoni. 

## Festivales, nominaciones y premios
- 17.º ATLANTIDOC-Festival Internacional de Cine Documental de Uruguay (2023). Premio  "Félix Oliver" al mejor documental.
- 37.º Festival del Cinema Latino Iberoamericano de Trieste (2022) Competencia Contemporánea-Mundo Latino.
- XXXI Bienal Internacional de Cine e Imagen Científica (Madrid/2022) Competencia Documental Científico.
- 12.º Festival Internacional de Cine Político (CABA 2023) Competencia Oficial Largometrajes Argentinos.
- CINECIEN 2023-Festival Internacional de Cine y Audiovisual Científico. Selección Oficial